# Sinh trưởng thứ cấp
Sinh trưởng thứ cấp là quá trình sinh trưởng ở thực vật do sự phân chia của các mô phân sinh bên (lateral meristems) làm thực vật phát triển thân, rễ theo chiều ngang (làm nó to ra).